# 法迪拉·尤索夫
法迪拉·尤索夫（1962年4月17日—），马来西亚政治人物，现任马来西亚副首相兼能源及水务转型部长、砂土保党高级副主席、柏特拉再也国会议员。2013年至2018年担任科学、工艺及革新部副部长、2020年至2021年担任工程部高級政務部长、2022年至2023年担任种植及原产业部长。

## 政治生涯
2004年马来西亚大选时，法迪拉代表国民阵线当选为砂拉越柏特拉再也的国会议员，在这之前他是土保党的内部官员和律师。2008年大选，法迪拉成功连任国会议员，并在大选后被时任首相阿都拉巴达威任命为科学、工艺及革新部（MOSTI）副部长。2013年大选，法迪拉在大选胜出后，5月16日在新内阁中升任为工程部长。2018年马来西亚第十四届大选，他继续连任该议席，但联邦政权落入马哈迪·莫哈末领导的在野党，使法迪拉在这段时间只担任砂拉越政党联盟（GPS）的国会下议院党鞭。2020年喜来登政变后，他于3月9日在首相慕尤丁内阁中重任工程部长，并与其他三名议员并列成为高级政务部长。

## 确诊2019冠狀病毒病
2021年6月10日，根据工程部文告法迪拉于当日上午10时15分进行定期冠病检测时呈阳性，而之前最近一次（6月3日）的检测结果则为阴性。在这之前，法迪拉已完成两剂疫苗接种。根据文告，法迪拉目前情况稳定，因为无症状感染因此目前被卫生部要求居家隔离。而根据卫生部长阿汉峇峇表示，内阁会议从6月起（行动管制令全面封锁FMCO落实日）已改为透过视讯方式进行，因此没有内阁部长曾与法迪拉有过密切接触。

## 选举成绩
| 年份 | 选区                   | 候选人 | 候选人           | 得票数 | 得票率 | 竞选对手                         | 竞选对手                   | 得票数 | 得票率 | 总票数 | 多数票 | 投票率 |
| ---- | ---------------------- | ------ | ---------------- | ------ | ------ | -------------------------------- | -------------------------- | ------ | ------ | ------ | ------ | ------ |
| 2004 | 砂拉越 P194 柏特拉再也 |        | 法迪拉（土保党） | 18,236 | 77.09% |                                  | 旺再纳阿比丁（人民公正党） | 5,420  | 22.91% | 24,195 | 12,816 | 61.46% |
| 2008 | 砂拉越 P194 柏特拉再也 |        | 法迪拉（土保党） | 19,515 | 79.22% |                                  | 莫哈末佐希（人民公正党）   | 5,118  | 20.78% | 25,027 | 14,397 | 61.74% |
| 2013 | 砂拉越 P194 柏特拉再也 |        | 法迪拉（土保党） | 29,559 | 78.46% |                                  | 阿末纳吉（人民公正党）     | 8,116  | 21.54% | 38,170 | 21,443 | 76.70% |
| 2018 | 砂拉越 P194 柏特拉再也 |        | 法迪拉（土保党） | 28,306 | 65.91% |                                  | 诺依万阿末诺（人民公正党） | 13,289 | 30.94% | 43,513 | 15,017 | 75.12% |
| 2018 | 砂拉越 P194 柏特拉再也 |        | 法迪拉（土保党） | 28,306 | 65.91% | 哈姆丹萨尼（伊斯兰党）           | 1,350                      | 3.14%  |        | 43,513 | 15,017 | 75.12% |
| 2022 | 砂拉越 P194 柏特拉再也 |        | 法迪拉（土保党） | 54,745 | 79.15% |                                  | 苏比安朱莱希（人民公正党） | 13,382 | 19.35% | 69,163 | 41,363 | 62.98% |
| 2022 | 砂拉越 P194 柏特拉再也 |        | 法迪拉（土保党） | 54,745 | 79.15% | 曼斯曼阿迪拉（砂拉越人民醒觉党） | 1,036                      | 1.50%  |        | 69,163 | 41,363 | 62.98% |

## 荣誉

### 马来西亚勋章
- 砂拉越：
  -  砂拉越之星国家领袖勋章 (PNBS) – 拿督斯里 (2022)[13]
  -  犀鸟之星辉煌领袖勋章 (PGBK) – 拿督 (2010)[14][15]
- 彭亨：
  -  苏丹阿末沙效忠斯里勋章 (SSAP) – 拿督斯里 (2013)[14]
- 马六甲：
  -  马六甲辉煌勋章 (DGSM) – 拿督斯里 (2014)[16]